# موريس سيترز
موريس إدغار سيترز (بالإنجليزية: Maurice Setters)‏ مواليد 16 ديسمبر 1936 في ديفون، إنجلترا، هو لاعب ومدرب كرة قدم إنجليزي سابق. كلاعب، شارك بأكثر من 400 مباراة في الدوري الإنجليزي لكرة القدم مع نادي إكزتر سيتي ونادي وست بروميتش ألبيون ومانشستر يونايتد وستوك سيتي وكوفنتري سيتي وتشارلتون أثليتيك، وفي اتحاد كرة القدم المتحدة مع كليفلاند ستوكرز. وكان مركزه المفضل لاعب وسط. كمدير، تولى مسؤولية نادي دونكاستر روفرز (ولفترة وجيزة) شيفيلد وينزداي، وقضى عدة سنوات كمساعد مدرب لمنتخب جمهورية أيرلندا. سبق له أن لعب في كأس العالم لكرة القدم مع منتخب بلاده. لعب خلال مسيرته 434 مباراة سجل خلالها 31 هدفاً.

## المسيرة المهنية
بدأ سيترز مسيرته المهنية مع نادي إكزتر سيتي في نهاية موسم 1953-1954. تم اختياره في تشكيلة منتخب إنجلترا في تصفيات كأس العالم عام 1958 كلاعب احتياطي، لكنه لم يسافر إلى البطولة ولم يلعب في أي مباراة. في يناير 1960، تم نقله إلى مانشستر يونايتد مقابل 30000 جنيه إسترليني. اختاره مات بسبي كبديل عن المصاب ويلف ماكغوينس الذي عانى من في كسر الساق.

## المسيرة الاحترافية

### أندية لعب لها
- نادي إكزتر سيتي
- وست بروميتش ألبيون
- مانشستر يونايتد
- ستوك سيتي
- كوفنتري سيتي
- تشارلتون أثلتيك

## المسيرة الإدارية
قضى سيترز ثلاث سنوات ونصف كمدرب لنادي دونكاستر روفرز في أوائل السبعينات قبل أن يصبح مساعد جاك تشارلتون في إدارة نادي شيفيلد وينزداي في عام 1977. عندما استقال تشارلتون في 27 مايو 1983، بقي سيترز كمدير مؤقت لمدة أربعة أسابيع، على الرغم من أن النادي لم يلعب أي مباريات خلال هذه الفترة. ثم عاد ليشغل منصب مساعد مدرب لجاك تشارلتون مرة أخرى من عام 1986 حتى عام 1995 مع تشكيلة منتخب جمهورية أيرلندا.

## إنجازات
مانشستر يونايتد
- كأس الاتحاد الانجليزي: 1963